# Твист (танец)
Твист (англ. twist — обвивать, скручивать, крутиться) — танец группы рок-н-ролла. Появился в 1960 году благодаря американскому певцу Чабби Чекеру, исполнявшему песню «The Twist» X. Бэлларда (1959) и предложившему новый вариант танца под эту песню. Стал известен благодаря выступлениям Чабби Чекера на телевизионных шоу Дика Кларка. Получил широкое распространение среди молодёжи во многих странах мира в 1960-х гг.

## История

### Появление

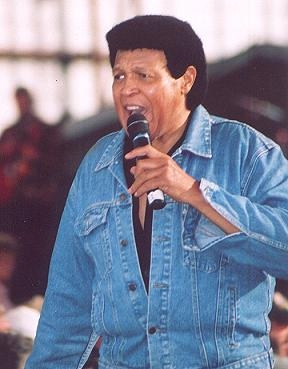
Чабби Чекер, один из первых популяризаторов твиста

Появление твиста как разновидности танца связывается с американским певцом Чабби Чекером (сценический псевдоним, настоящее имя — Эрнест Эванс) и относится к 1960 году. Эванс был выходцем из бедной негритянской семьи, проживавшей в Южной Филадельфии. Работая в супермаркете, он занимался также самодеятельностью, пародируя то Элвиса Пресли, то Фэтса Домино. Владелец магазина, где работал Эванс, Генри Кольт, имея связи в сфере телевидения, познакомил его с телеведущим Диком Кларком, который помог Эвансу заключить контракт со звукозаписывающей фирмой и издать несколько синглов. Жена Эванса придумала Эрнесту звучный псевдоним Чабби Чеккер (англ. chubby — «толстощекий», англ. checker — «шашки», как антоним псевдонима одного из родоначальников рок-н-ролла Фэтса Домино: англ. fat — «толстый» англ. domino — игра «домино»). Первый сингл Эванса остался незамеченным, а второй, представлявший собой запись уже известной к тому времени песни Хэнка Балларда «The Twist», стал популярен после его исполнения на ТВ-шоу Дика Кларка, вместе с фразой о том, как надо танцевать под эту песню: «Просто представьте, что вытираетесь полотенцем и одновременно обеими ногами давите окурки». В итоге песня и заявленный танец, получивший впоследствии название твист, получили известность.

### Распространение
Чекер существенно похудел в процессе популяризации песни и танца. 19 сентября 1960 года «The Twist» поднялась на 1-ю строчку в рейтинге музыкального журнала Billboard, а в начале 1962 года повторно поднялся на первое место. Позже Чеккером был выпущен ещё один хит «Let’s Twist Again». После этого мир оказался охвачен «твистоманией». Среди тех, кто танцевал твист, были и члены английской королевской семьи, и известная в те времена шведская и американская актриса Грета Гарбо, и супруга действующего президента США Жаклин Кеннеди.
Доктор искусствоведения Ипполит Зборовец пишет, что новые танцы, в частности, твист, во второй половине 1950-х гг. передавали атмосферу нарастания скорости развития в постиндустриальную эру.
Кандидат исторических наук Елена Плеханова связывает популярность твиста также с общими тенденциями моды, когда «вызывающая сексуальность одежды поп-музыкантов была перенята их поклонниками», молодёжная мода 1960-х гг. создала стиль унисекс, а в 1968—1969 гг. разница между мужской и женской одеждой оказалась невелика. «Самым популярным танцем был твист, танцевать который стало возможно с появлением колготок — чулки бы обязательно расстегнулись» — пишет автор.
К началу 1970-х гг. твист распространился в молодёжной среде во многих странах мира.

### Твист в СССР
Распространение «буржуазного» твиста в СССР несколько сдерживалось позицией культурного истеблишмента и лично Н. С. Хрущёва. Последний на встрече с творческой интеллигенцией 17 декабря 1962 года сравнил твист с плясками «секты трясунов», назвал его «неприличным» и «упадническим». Песня композитора Юрия Саульского «Чёрный кот» была подвергнута в 1963 году обильной и резкой критике с политических позиций, а «Лучший город земли» Арно Бабаджаняна был в 1964-м снят с радиоэфира по личному требованию Хрущёва. И. В. Зборовец пишет, что твист в это время, как правило, танцевали замаскированно, под мелодию песни «Чёрный кот».
Покорение твистом просторов СССР стало возможным лишь после отстранения от власти Н. С. Хрущёва в октябре 1964 года. С этого времени советские танцплощадки накрыла волна твиста, его танцевали везде. Песня «Королева красоты» в исполнении Муслима Магомаева вошла в число победителей конкурса «Лучшая песня 1965 года». В 1966 году юмористический дуэт Лившица и Левенбука высмеял администраторов танцплощадок, пытающихся запрещать твист. В массовом советском кинематографе твист получил отображение в фильме «Кавказская пленница, или Новые приключения Шурика», снятом в 1966 году, где герой Евгения Моргунова Бывалый учит провинциальную кавказскую молодёжную публику азам исполнения твиста со словами: «Это же вам не лезгинка, а твист!», а Нина (Наталья Варлей) исполняет твист на придорожном камне под «Песенку о медведях». Также твист танцуют в фильме «Двое» (1965 г.), Маргарита Терехова в фильме «Здравствуй, это я!» (1965 г.), Люда Шабанова в фильме «Иностранка» (1965 г.), Савелий Крамаров и Надежда Румянцева в фильме «Чёрт с портфелем» (1966 г.), Наталья Селезнёва в фильме «Саша-Сашенька» (1966 г.).
Самые популярные твисты СССР:
- «Королева красоты», исп. Муслим Магомаев;
- «Песенка о медведях», исп. Аида Ведищева;
- «Чёрный кот», исп. Тамара Миансарова;
- «Рыжик», исп. Тамара Миансарова;
- «Лучший город Земли», исп. Муслим Магомаев;
- «Улыбнись», исп. Муслим Магомаев;
- «Милый мой фантазёр», исп. Лариса Мондрус;
- «Котёнок», исп. квартет «Аккорд»;
- «Песня ни о чём», исп. Олег Анофриев;
- «Манжерок», Эдита Пьеха;
- «Валентина-твист», исп. Эдита Пьеха[8];
- «Капель», исп. Жан Татлян;
- «Мои цыплята», квартет «Аккорд»;
- «Буратино», исп. Тамара Миансарова;

## Правила
Танец не имеет жёстких правил, партнёры свободно стоят друг напротив друга. Твист исполняется на 4/4 доли с жёстким ритмом и быстрым темпом. Основное движение — вращение ногой, стоящей на носке или пятке.
Название танца, слово англ. «twist», означало «кручение, верчение». Отличие твиста от всех прочих «кручений» заключалось в его большей демократичности, но в то же время и консервативности с точки зрения этики и общественной морали: партнёр мог крутиться и вертеться сам, а не крутить и вертеть друг друга, создавая недопустимые либо эпатажные пируэты. Такой подход в танце был революционным для своего времени и делал его самодостаточным. В фигурах танца приветствовалось максимальное упрощение — размахивание рук, виляние корпуса, прокручивание на ногах («давка окурков»). Одним обязательным условием танца была необходимость всегда хотя бы одной ногой касаться земли, то есть не допускать прыжков. Синхронизация движений была необязательной. Танец давал преимущества девушкам, которым теперь не нужно было ждать приглашения кавалера, и они могли при желании самостоятельно в него вступать.

## Советские и российские музыканты и коллективы, исполняющие твист
- Тамара Миансарова
- Зоопарк
- Браво
- Мистер Твистер
- Секрет
- Валерий Сюткин
- Телефон
- Крекерс
- Короли Твиста
- Гагарин Бразерс
- Твист FM